# هورست هیپلر
هورست هیپلر (به انگلیسی: Horst Hippler) ( متولد ۲۳ سپتامبر ۱۹۴۶ گوتینگن) فیزیک-شیمیدان و رئیس مؤسسه فناوری کارلسروهه است.

## زندگی و فعالیت ها
هیپلر تحصیل کرده رشته‌ی فیزیک در دانشگاه گوتینگن (دیپلم سال ۱۹۷۰)است و دکترای خود را در مؤسسه پلی‌تکنیک فدرال لوزان سال ۱۹۷۴ لوزان-سوئیس گرفت.در سال‌های ۱۹۷۶-۱۹۷۵ او مدرک پسادکتری (فوق دکترا)خود را در آزمایشگاه تحقحقاتی آی‌بی‌ام در سن جونز (کالیفرنیا، آمریکا) گرفت و از سال ۱۹۷۷ تا ۱۹۹۲ به عنوان استادیار و رهبر پروژه در یک مرکز تحقیقات ویژه (SFB) و دانشگاه گوتینگن خدمت کرد.

در اکتبر ۱۹۹۳ او به عنوان پروفسور C۴ در رشته‌ی شیمی در مؤسسه فناوری کارلسروهه (دانشگاه کارلسروهه) مشغول به تدریس شد.

از سال ۲۰۰۲ تا ۲۰۰۹او رئیس دانشگاه کارلسروهه بود.از سال ۲۰۰۹ او جانشین قانونی مؤسسه فناوری کارلسروهه شد و از سال ۲۰۰۶ تا ۲۰۰۹ او مؤسس-رئیس انجمن تی‌او۹ (TU۹) بود.

در ماه اوت ۲۰۱۰، هیپلر موقعیت یکی از ۴۰ تصمیم گیرنده در تعیین سیاست انرژی را دارا است.او یکی از راهبران پروژه و لابی کننده‌ها در گسترش تولید و استفاده از برق چهار شرکت تولیدکننده برق گیاهی بود.

## جوایز
هیپلر یکی از اعضای آکادمی علوم و مهندسی آلمان است.
- ۲۰۰۶، دریافت مدال پولانی از بنیاد فارادی انجمن سلطنتی شیمی.[۱]

## تالیفات
- mit B. Viskolcz: Addition complex formation vs. direct abstraction in the OH + C۲H۴ reaction. In: Phys. Chem. Phys. Chem. ۲(۱۶)، ۲۰۰۰، S. ۳۵۹۱–۳۵۹۶.
- mit N. Krasteva und F. Striebel: The thermal unimolecular decomposition of HCO: effects of state specific rate constants on the thermal rate constant. In: Phys. Chem. Chem. Phys. ۶، ۲۰۰۴، S. ۳۳۸۳–۳۳۸۸.